# 통합국민운동당
통합국민운동당(統合國民運動黨, 영어: United National Movement, 조지아어: ერთიანი ნაციონალური მოძრაობა, Ertiani Natsionaluri Modzraoba, ENM 에르티아니 나치오날루리 모지라오바)은 조지아의 보수 정당으로, 2001년 설립되었다. 2016년 선거 결과, 조지아의 꿈-민주 조지아에 이어 제2당이다.

## 역대 선거결과
| 년도   | 대표              | 득표수    | 득표율 | 의석 수   | +/– | 순위 | 집권 여부 |
| ------ | ----------------- | --------- | ------ | --------- | --- | ---- | --------- |
| 2003년 | 미헤일 사카시빌리 | 345,197   | 18.1   | 32 / 150  | 32  | 3위  | 야당      |
| 2004년 | 미헤일 사카시빌리 | 1,027,070 | 67.0   | 135 / 150 | 103 | 1위  | 여당      |
| 2008년 | 미헤일 사카시빌리 | 1,050,237 | 59.18  | 119 / 150 | 16  | 1위  | 여당      |
| 2012년 | 바노 메라비슈빌리 | 873,233   | 40.34  | 65 / 150  | 54  | 2위  | 야당      |
| 2016년 | 다비트 바크라제   | 477,143   | 27.11  | 27 / 150  | 38  | 2위  | 야당      |

## 같이 보기
- 장미 혁명